# نیو هیون، شهرستان هیورن، اوهایو
نیو هیون (به انگلیسی: New Haven) یک منطقهٔ مسکونی در ایالات متحده آمریکا است که در اوهایو واقع شده‌است. نیو هیون ۳٫۲ کیلومتر مربع مساحت و ۳۹۹ نفر جمعیت دارد و ۲۸۴٫۶۹ متر بالاتر از سطح دریا واقع شده‌است.